# Juan Carlos Sánchez Alonso
Juan Carlos Sánchez Alonso (Oviedo, 17 de junio de 1961) es un diplomático español, desde octubre de 2011, embajador de España en Perú.
Licenciado en Derecho, ingresó en 1991 en la carrera diplomática. Ha estado destinado en las representaciones diplomáticas españolas en Venezuela y Argentina, y fue subdirector general de Países de la Comunidad Andina. Fue director del Gabinete de la secretaria de Estado para Iberoamérica y director general de Política Exterior para Iberoamérica. De julio de 2010 a octubre de 2011 fue director general para Iberoamérica.
Nombrado en octubre de 2011 embajador en la República de Perú por el Consejo de Ministros, entregó credenciales ante Ollanta Humala el 10 de enero de 2012.